# Ulver
Ulver – norweski zespół muzyczny założony w Oslo w 1993 roku. Muzycznie początkowo oscylujący wokół black metalu połączonego z norweską muzyką folkową później wyewoluował w kierunku nowoczesnej muzyki elektronicznej. Wydawcą zespołu jest Jester Records – wytwórnia należąca do Kristoffera Rygga – lidera zespołu.

## Historia
Zespół został założony na początku lat dziewięćdziesiątych w Norwegii, a jego nazwa znaczy w języku norweskim wilki. Muzyka tworzona przez grupę wymyka się jednoznacznej klasyfikacji gatunkowej. 
Pierwszy album grupy, Bergtatt – Et Eeventyr i 5 Capitler, jest klasyfikowany jako płyta mieszcząca się w głównym nurcie black metalu, zawierająca jednak elementy folku. Została bardzo dobrze przyjęta przez krytykę. Wydawcą tego i kolejnego albumu była norweska wytwórnia Head Not Found. 
Kveldssanger to pierwsza w historii całkowicie akustyczna płyta nagrana przez zespół metalowy. Trzynaście kompozycji muzycznych wykonanych jest wyłącznie z pomocą gitary akustycznej, której towarzyszy czysty śpiew wokalisty Rygga.
Trzeci z kolei album, Nattens Madrigal – Aatte Hymne Til Ulven I Manden stanowi powrót do blackmetalowych korzeni grupy i ze względu na instrumentarium, surowość brzmienia oraz nie najlepszą produkcję przypomina pierwsze dokonania black metalowej grupy Darkthrone. Z tego właśnie powodu ówczesny wydawca zespołu, Century Media, zerwał z nim kontrakt, ponieważ oczekiwał rozwoju wytyczonego przez album Kveldssanger. W rezultacie Rygg założył własną wytwórnię płytową – Jester Records i od tamtego czasu wydaje ona płyty grupy. 
W 1998 r. został wydany dwupłytowy album Themes from William Blake’s The Marriage of Heaven and Hell, będący interpretacją dzieła angielskiego poety Williama Blake’a.
Następny pełnometrażowy album grupy, pt. Perdition City (2000), przynosi muzykę nie mającą już nic wspólnego z metalem w jakiejkolwiek postaci. W podtytule bowiem widnieje dopisek Muzyka do wewnętrznego filmu. Muzyka swoją transowością przypomina nieco trip-hop, jednak charakteryzuje się też przestrzennością ambientu i oszczędnością minimalizmu.
Bardzo zbliżone w nastroju są następne minialbumy, pt. Silence Teaches You How to Sing oraz Silencing the Singing, w których minimalizm posunięty został do granic: kończący album Silencing the Singing utwór pt. Not Saved to dziesięciominutowy, wyciszony koncert na dzwon kościelny i organy, w którym kilka motywów muzycznych powtarza się bez przerwy, tworząc przejmujący w swej prostocie klimat. W roku 2002 została wydana kompilacja tych minialbumów pt. Teachings in Silence. Rok później zespół wydał EP A Quick Fix of Melancholy. Na tej płycie po raz pierwszy od Perdition City możemy usłyszeć głos Garma. 
Ze względu na oryginalność i nietypowe brzmienie zespół został nominowany w 2002 roku do nagrody Spellemannprisen, norweskiej Grammy, za ścieżkę dźwiękową Lyckantropen, a w 2004 za album Teachings in Silence. Na skutek tego grupę poproszono o napisanie ścieżek dźwiękowych do trzech innych filmów: Svidd Neger, Salto, Salmiakk og Kaffe oraz Uno. Na tej ostatniej Ulver wykonuje 7 z 18 zawartych na ścieżce utworów.
Zespół jest także odpowiedzialny za remiksy utworów: Sworn zespołu Emperor, zamieszczony na digipacku płyty IX Equilibrium oraz The Falcon Flies z płyty Volven zespołu Hagalaz' Runedance. Na kompilacji The Lotus Eaters możemy znaleźć cover In The Kingdom Of The Blind The One-Eyed Are Kings z repertuaru Dead Can Dance w jego wykonaniu.
Ulver zarejestrował również cover Strange Ways zespołu KISS, nagrany na tribute album Gods of Thunder – A Norwegian Tribute to Kiss oraz, wraz z Siri Stranger, cover utworu Prince’a „Thieves in the Temple” na kompilację „Shockadelica: 50th Anniversary Tribute To The Artist Known As Prince”. Kristoffer Rygg wykonał również partie wokalne w utworze Limbo z płyty Inferno Micka Kenny’ego, muzyka zespołu Anaal Nathrakh. 1 października 2007 Ulver wydał nową płytę, zatytułowaną Shadows of the Sun.

## Działalność koncertowa
Zespół wystąpił na jednym lub kilku koncertach w 1993 roku, celem promocji dema Vargnatt. Koncert został zarejestrowany na VHS i jest dostępny w sieci jako bootleg. Później zespół zaniechał jakiejkolwiek działalności na żywo, zarówno z uwagi na trudności wynikające ze złożoności szczególnie późniejszych wydawnictw, jak i prywatnej awersji do występów na żywo lidera zespołu, Garma wielokrotnie podkreślanej w wywiadach.
Mimo to, 12 lutego 2009 r. na oficjalnej stronie zespołu pojawiła się informacja o występie Ulver w dniu 30 maja 2009 w Lillehammer, podczas Norweskiego Festiwalu Literatury. Koncert doszedł do skutku, stanowił go blisko godzinny występ. W międzyczasie zapowiedziano kolejne występy w Norwegii, m.in. na festiwalu Møllafestivalen w dniach 14 i 15 sierpnia 2009 w Gjerstad oraz 21 sierpnia 2009 r. na festiwalu Pstereo w Trondheim. Ulver zagrał również podczas festiwalu Brutal Assault odbywającego się w czeskim Jaromierzu, 7 sierpnia 2009 roku. 22 lutego 2010 roku zespół wystąpił w krakowskim klubie Studio. 

## Muzycy
| Obecny skład zespołu - Kristoffer Rygg – wokal prowadzący, programowanie (od 1993) - Jørn H. Sværen – teksty, wizualizacje (od 2000) - Daniel O’Sullivan – gitara elektryczna, gitara basowa, instrumenty klawiszowe (od 2009) Muzycy koncertowi - Lars Pedersen – perkusja, instrumenty perkusyjne (od 2009) - Ole Aleksander Halstensgård – instrumenty elektroniczne (od 2009) - Pamelia Kurstin – theremin (od 2009) | Byli członkowie - Robin „Mean” Malmberg – gitara basowa (1993) - Carl Michael „Czral” Eide – perkusja (1993) - A. Reza – gitara elektryczna (1993) - Grellmund (zmarły) – gitara elektryczna (1993) - Håvard „Lemarchand” Jørgensen – gitara elektryczna, instrumenty klawiszowe (1993–1998) - Hugh „Skoll” Mingay – gitara basowa (1994–1998) - Erik Olivier „AiwarikiaR” Lancelot – perkusja, flet (1994–1998) - Torbjørn „Aismal” Pedersen – gitara elektryczna, instrumenty klawiszowe (1994–1997) - Knut Magne Valle – gitara elektryczna (1998) - Tore Ylwizaker – instrumenty klawiszowe, programowanie (1998–2024, zmarł) |

## Dyskografia
| - Bergtatt – Et Eeventyr i 5 Capitler (1994) - Kveldssanger (1995) - Nattens Madrigal – Aatte Hymne Til Ulven I Manden (1996) - Themes from William Blake’s The Marriage of Heaven and Hell (1998) - Perdition City (2000) - Blood Inside (2005) - Shadows of the Sun (2007) - Wars of the Roses (2011) - Messe I.X – VI.X (2013) - Terrestrials (2014) wraz z Sunn O))) - ATGCLVLSSCAP (2016) - The Assassination of Julius Caesar (2017) - Drone Activity (2019) - Flowers of Evil (2020) - Scary Muzak (2021) - Metamorphosis (1999) - Silence Teaches You How to Sing (2001) - Silencing the Singing (2001) - A Quick Fix of Melancholy (2003) - Roadburn EP (2012) - Sic Transit Gloria Mundis (2017) - Lyckantropen Themes (2002) - Svidd Neger - (2003) - Uno (2004) - Riverhead (2017) | - The Trilogie – Three Journeyes Through the Norwegian Netherworlde (1997) - Teachings in Silence (2002) - 1993–2003: 1st Decade in the Machines (2003) - Oddities and Rarities #1 (2012) - Childhood’s End (2012) - Live at Roadburn (2013) - 1993 rehearsal (1993) - Vargnatt (1993) - Ulver/Mysticum (1994) - Emperor - IX Equilibrium (2004) - Sunn O))) - WHITEbox (2006) - Genghis Tron - Board Up The House Remixes Volume 3 (2008) - Alkaline Trio - Agony & Irony (2008) - Mindless Self Indulgence - Pay For It (2008) - Genghis Tron - Board Up The House Remixes Vol. 3 (2008) |

## Wideografia
| Rok  | Tytuł                                                                                          | Pozycja na liście |
| Rok  | Tytuł                                                                                          | FIN               |
| ---- | ---------------------------------------------------------------------------------------------- | ----------------- |
| 2011 | Live in Concert: The Norwegian National Opera - Data: 16 stycznia 2012 - Wydawca: Kscope Music | 2                 |